# Château de Bocsozel
Le château de Bocsozel est une ancienne maison forte, du XIIe siècle, dont les ruines se dressent sur la commune de Mottier dans le département de l'Isère en région Rhône-Alpes. 
Le site est labellisé Patrimoine en Isère.

## Situation et accès

### Situation
Les ruines du château de Bocsozel sont situées dans le département français de l'Isère, au sommet d'une colline que domine une ancienne motte castrale permettant une vue très large sur la commune de Mottier et la plaine du Liers.

### Accès
Depuis le village de Mottier, depuis l'église et la mairie, un chemin forestier permet d'atteindre le site. Une petite route qui se détache depuis l'entrée du village sur la RD71d monte sur la colline du château et rejoint la même route avant le hameau de Rossatière.

## Histoire
Le château de Bocsozel bien que mentionné de manière régulière au XIIe siècle semble antérieur,. En effet, deux chartes du début du XIe siècle le mentionnent. Il apparaît dans un premier acte, de manière prouvée, en date du 25 janvier de l'an mille et répertorié dans les Cartulaires de l'église Cathédrale de Grenoble dits Cartulaires de Saint-Hugues sous la forme castrum Bocizelo,. Un second acte, toujours dans Cartulaires de l'église Cathédrale de Grenoble, mais avec certaines réserves, du 2 avril 1003, mentionnerait sous la forme castrum Bocissello. Ces documents sont les premières mentions des Humbertiens, avec le comte Humbert et ses frères,.
La famille de Bocsozel est une famille noble du Viennois dans la province du Dauphiné. Le premier membre cité de cette famille est Humbert de Bocsozel qui aurait vécu en 1093, mais déjà une charte datée de 1004 mentionne le château du même nom.

## Description
Les deux tours, encore en place en 2019, ainsi que quelques éléments de rempart constituent les derniers vestiges du château. 
La tour ronde est l'élément le mieux conservé de l'ancien édifice[réf. souhaitée]. Elle semble avoir été construite au cours de la période du XIIIe – XIVe siècles[réf. souhaitée]. Elle a été édifiée en galets et elle possède une voûte au niveau du premier niveau[réf. souhaitée]. Cette tour était reliée à l'autre tour par une [[courtine|courtine[réf. souhaitée]]]. Cette dernière, dont la construction est estimée à la même période, possède un plan original puisqu'elle associe les formes d'un quadrilatère et d'un pentagone[réf. souhaitée]
La motte castrale est située derrière les ruines, en direction de l'ouest et accessible par une simple échelle en bois enjambant une barrière.

## Galerie photos

Quelques photos des ruines du château de Bocsozel
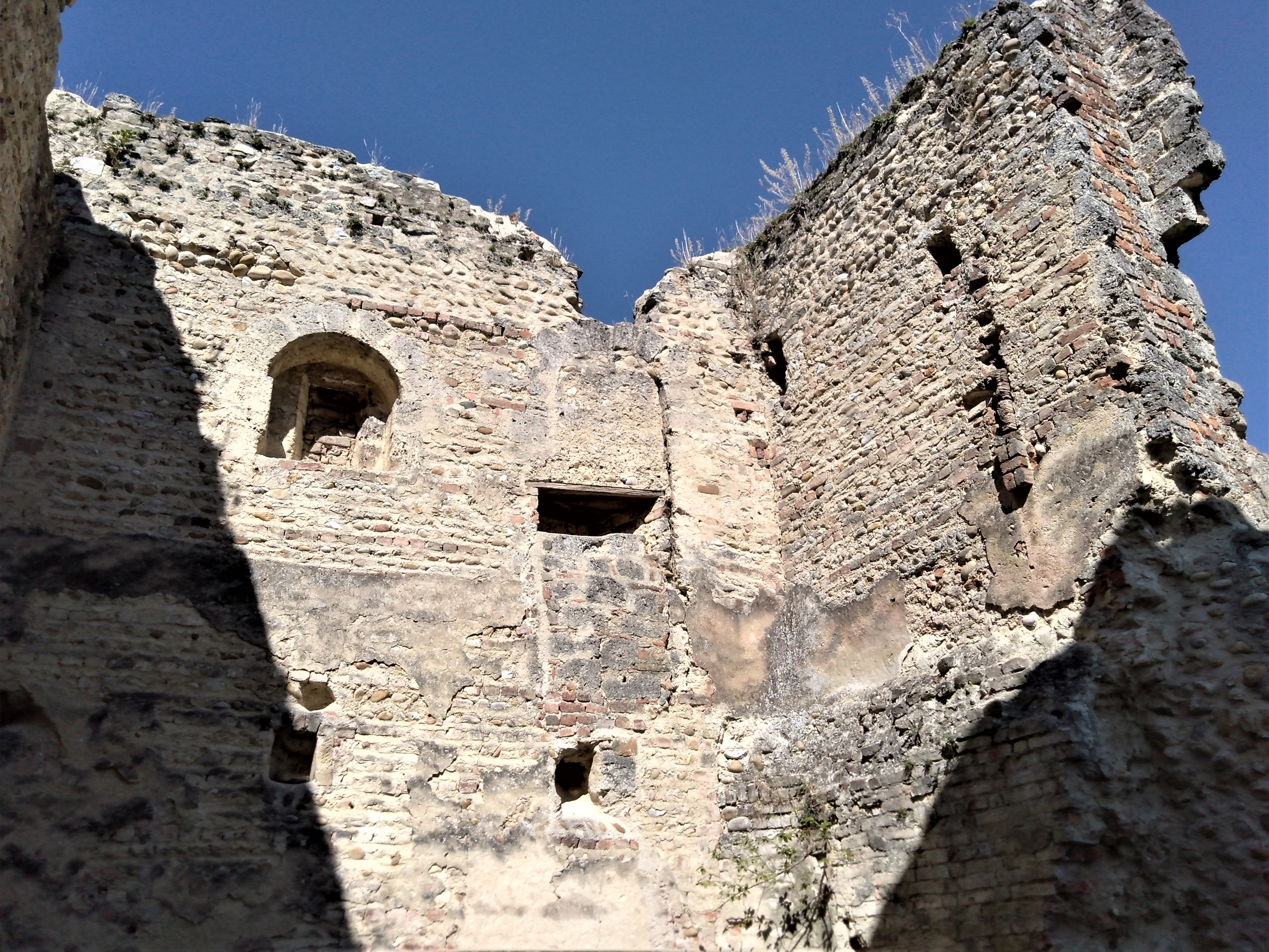
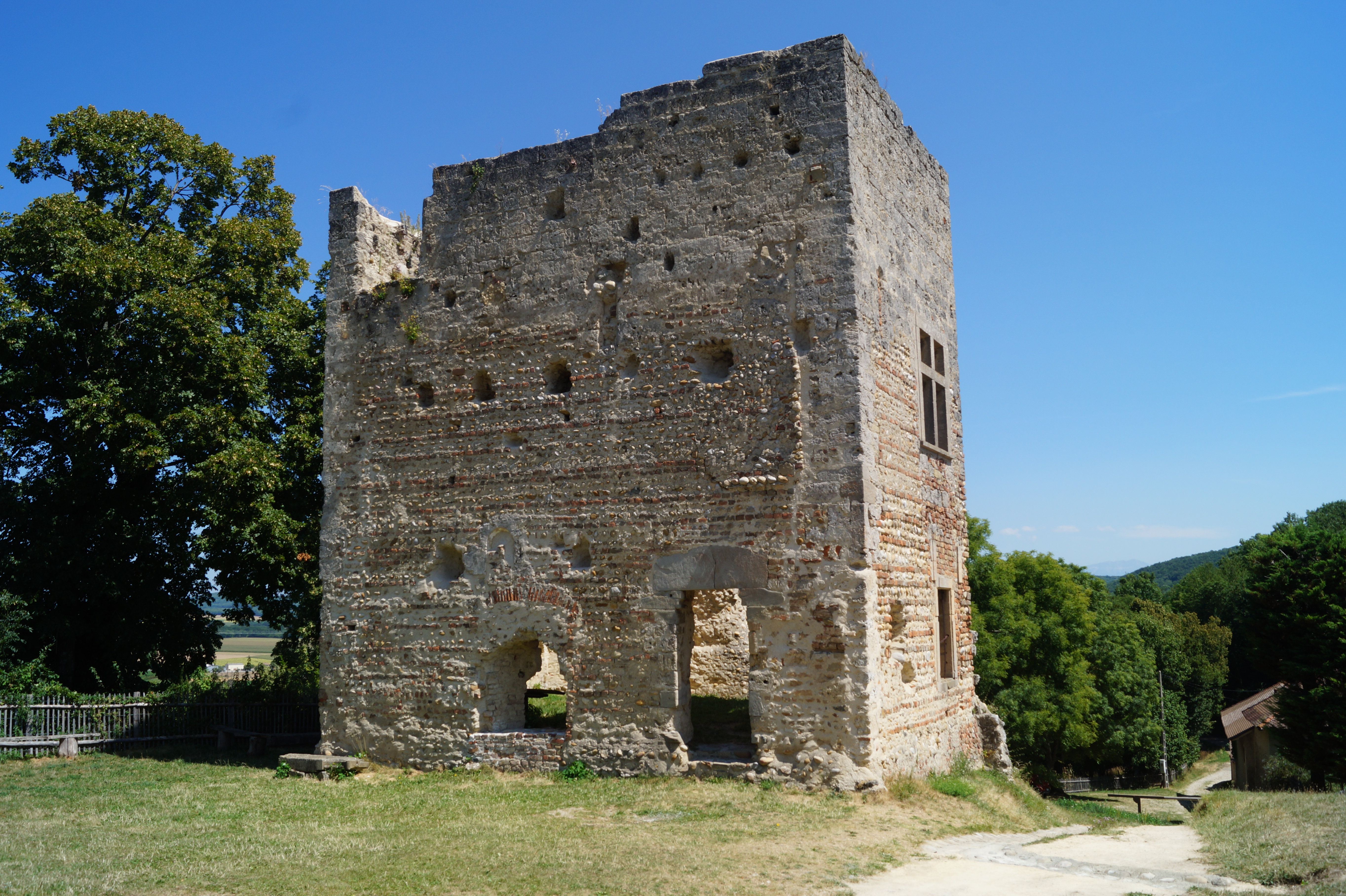
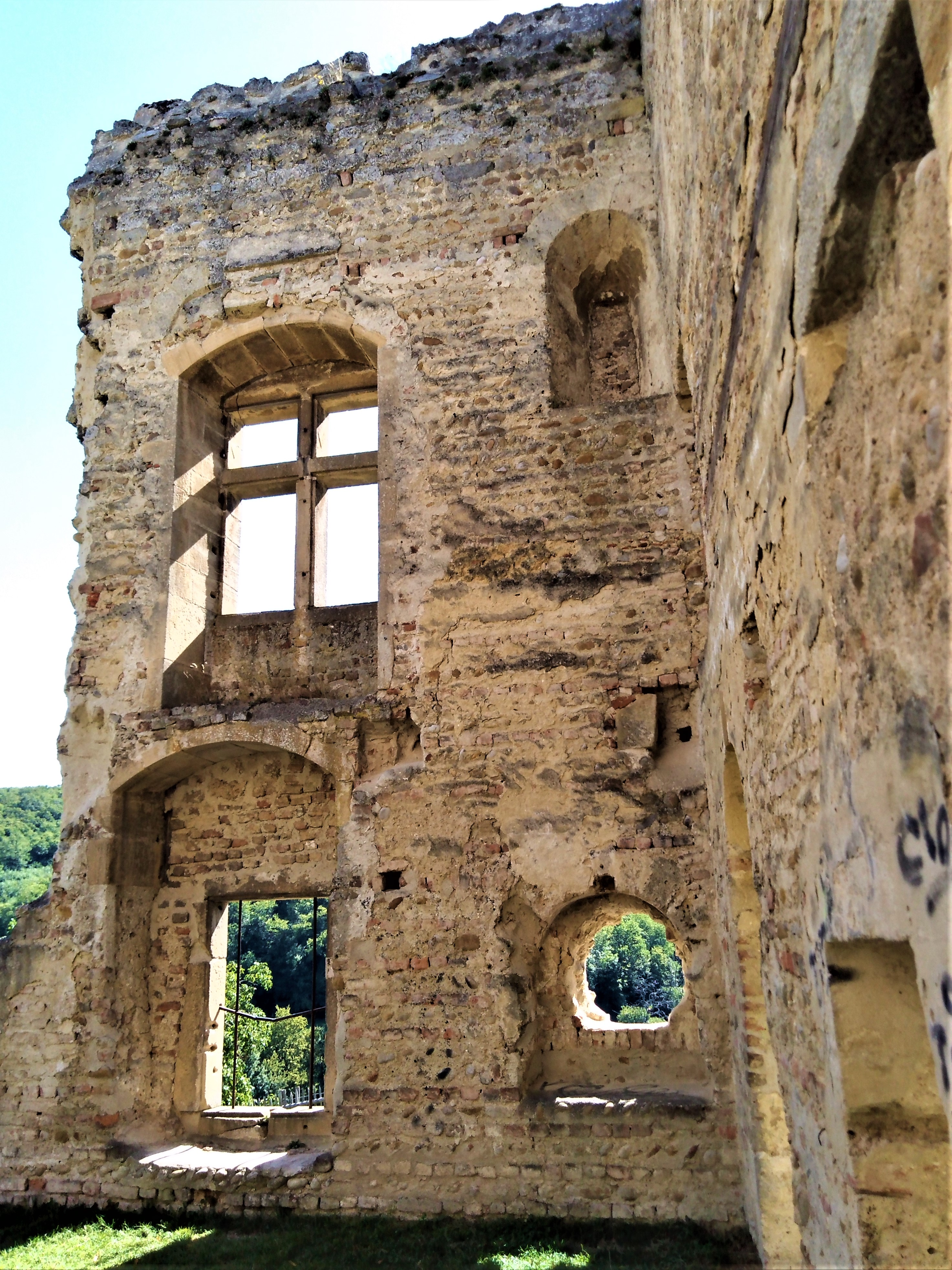
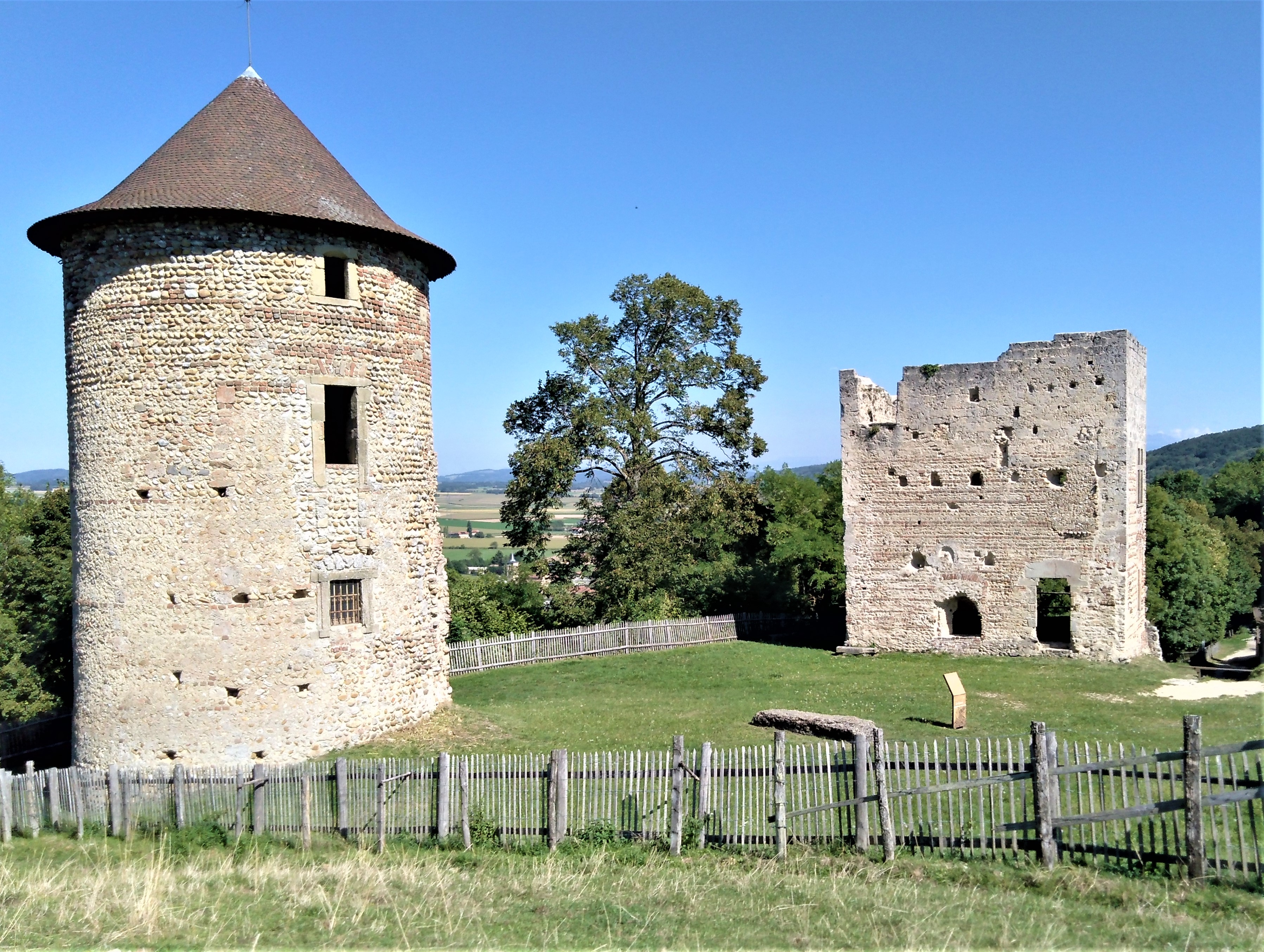
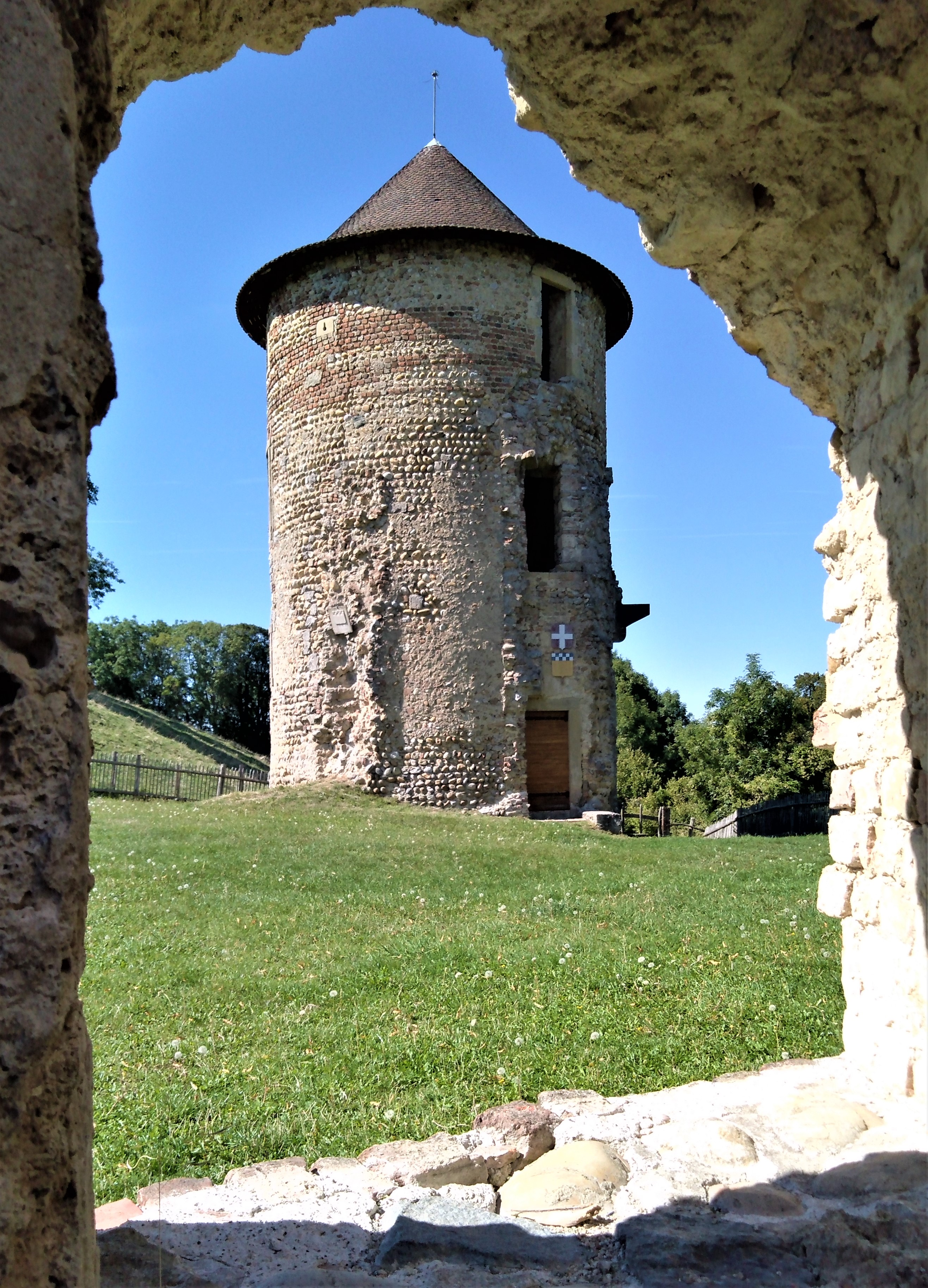
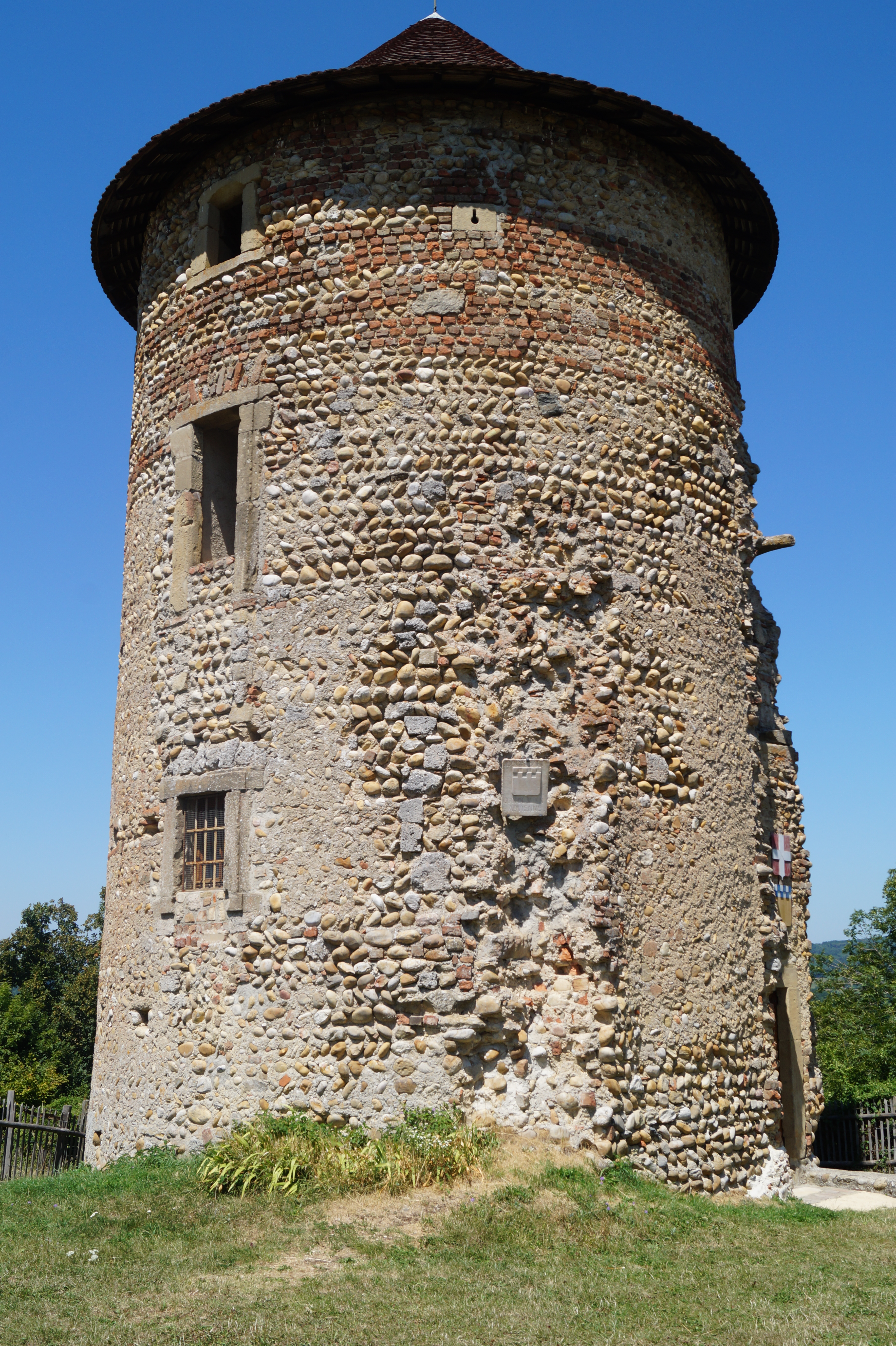